# 石鼓区
石鼓区（せきこ-く）は中華人民共和国湖南省衡陽市に位置する市轄区。

## 行政区画
- 街道：人民街道、青山街道、瀟湘街道、五一街道、合江街道、黄沙湾街道、金源街道
- 鎮：角山鎮